# فيكتور هوغو غرين
فيكتور هوغو غرين (بالإنجليزية: Victor Hugo Green)‏ هو كاتب وساعي البريد أمريكي، ولد في 9 نوفمبر 1892 في مانهاتن في الولايات المتحدة، وتوفي في 16 أكتوبر 1960 في نيويورك في الولايات المتحدة.